# Arvosteleva kirjaluettelo
Arvosteleva kirjaluettelo, cu numele complet Arvosteleva luettelo suomenkielisestä kirjallisuudesta, a fost o publicație care a apărut în perioada 1908-1988. Numerele lunare ale catalogului conțineau scurte recenzii ale cărților și erau publicate ca supliment al revistei Kirjastolehti. Acest catalog a influențat foarte mult deciziile de cumpărare de cărți ale bibliotecilor. Toate recenziile de carte publicate în perioada 1960-1988 sunt disponibile digital pe internet. 
Primul redactor-șef al publicației a fost profesorul Viljo Tarkiainen. 

## Legături externe
- Arvostelevan Kirjaluettelon sisällöt Kirjasampo.fi:ssä
- Arvostelevan kirjaluettelon arviot vuosilta 1960-1988 digitoituina Kirjasammossa